# Convers
I Convers (nei primi anni il nome del complesso fu Trio Convers) sono stati un gruppo musicale napoletano, molto noto soprattutto negli anni '50.

## Storia
Il nome deriva dal cognome di due dei fondatori, i fratelli Gaetano e Pasquale Converso che, appassionati di musica, formano insieme a Pino Sambiase un gruppo nel 1949, iniziando dapprima ad esibirsi nei locali del loro quartiere Capodimonte e poi in quelli delle principali località turistiche campane, da Ischia a Capri fino alla Costiera amalfitana, riuscendo così ad essere notati dalla casa discografica La Voce del Padrone, che li mette sotto contratto facendo incidere i primi 78 giri.
Il loro repertorio è costituito sia da cover come Un'ora sola ti vorrei o Boscaiolo sia materiale proprio caratterizzato da testi allegri e musiche ritmate, spesso con influssi sudamericani, sulla scia di quelli proposti nello stesso periodo da Renato Carosone (di cui i Convers proporranno anche alcune cover come Torero): Ballava 'o roccanrollo, 'A canzona 'e Vicienzo, Luna bebè,  Anduvina anduvinello.
Nel 1957 passano alla Music, etichetta del gruppo S.A.A.R. di proprietà di Walter Guertler, per cui incidono in proprio ma anche insieme al cantante Rino Da Positano.
Con l'ingresso di un quarto elemento, Nino Castiglia (cugino dei fratelli Converso), il nome mutò da Trio Convers in Convers.
Passano poi alla neonata etichetta del gruppo SAAR, la Jolly.
Negli anni '60 la loro popolarità andrà scemando e, dopo un periodo trascorso senza contratto discografico, passano alla Meister, continuando l'attività musicale fino al settembre del 1969, anno in cui viene pubblicato il loro ultimo 45 giri, una versione in napoletano di Bang bang, il successo di Cher; l'anno dopo decidono di sciogliersi e dedicarsi ad altre attività: Nino Castiglia si diede all'attività di autore teatrale e di canzoni, Pino Sambiase diventa vigile urbano, Gaetano propagandista scientifico e Pasquale Converso impiegato al comune.
Dei tre il solo Pasquale riprende l'attività musicale: andato in pensione infatti ritorna ad esibirsi come cantante di canzoni classiche napoletane al Caffè Gambrinus di Napoli, e si esibisce anche in Germania in molti spettacoli insieme ai figli Maria e Raffaello Converso, anch'essi cantanti; ha inoltre cantato sei brani nell'album Sorrento's Melodies inciso dai Mandolini di Sorrento.

## Formazione
- Pasquale Converso (nato a Napoli nel 1924)
- Gaetano Converso (nato a Napoli)
- Pino Sambiase (nato a Napoli)
- Nino Castiglia (nato a Napoli; a partire dal 1958)

## Discografia parziale

### 78 giri
- 1954 – Amore internazionale/Manilo

### EP
- 1957 – Trio Convers
- 1958 – Trio Convers vol. 1
- 1958 - Lazzarella/Luna rossa/Tu vuo' fa' l'americano/Carmencita del Cigno (Music - EPM 10091)
- 1958 – Trio Convers vol. 2 (Music - EPM 10.092)
- 1958 - Masto 'Tore/Palcoscenico/Pienzece buono/Tammurriata Palazzola con Rino da Positano (Jolly Hi-Fi Records – EPJ 1018)
- 1958 – Volume 1 (Jolly Hi-Fi Records – EPJ 1019)
- 1958 – Volume 2 (Jolly Hi-Fi Records – EPJ 1020)
- 1958 – Volume 3 (Jolly Hi-Fi Records – EPJ 1021)
- 1958 - Trio Vocal con guitarras Vol. II (Zafiro - Z-E 36)

### 45 giri
- 1958 – Ballava 'o roccanrollo/Luna bebè (Jolly Hi-Fi Records – J 20010x45)
- 1958 – 'a tazza 'e cafè/Maria Canaria (Jolly Hi-Fi Records – J J 20011x45)
- 1958 – 'A sonnambula/Torero (Jolly Hi-Fi Records - J 20012x45)
- 1958 – Strada 'nfosa/Barber Shop
- 1958 - Masto 'Tore/Palcoscenico con Rino da Positano (Jolly Hi-Fi Records - J 20016x45)
- 1958 – Vien' 'int' 'a varca cu mme/'a canzone 'e Vicienzo (Jolly Hi-Fi Records - J 20014x45)
- 1967 – Bang bang napulitano/'a colpa è do' vigile (Meister – M 103)